# نوردلینگن ۵۷۲۵
سیارک ۵۷۲۵ (به انگلیسی: 5725 Nordlingen، نامگذاری:1988BK2) پنج هزار و هفتصد و بیست و پنجمین سیارک کشف شده‌است که در ۲۳ ژانویه ۱۹۸۸ کشف شد.
قدر مطلق سیارک برابر ۱۲٫۵۰ است.